# Бёлюк
Бёлюк, Белюк — наименование формирований, название административной единицы, партий или групп людей, имя.
В Архангельском крае России Белю́к название Белу́хи.

## Формирования
В Вооружённых силах Османской империи у янычар корпус (оджак) состоял из трёх (четырёх) частей (разрядов) и одна из них личная охрана (гвардия) султана называлась Бёлюк и включала в себя 61 орта (полк). Так же набирались наёмные отряды (левенды), вербуемые за деньги из охотников (добровольцев) на определённый срок (обычно полгода), которые сводились в бёлюки или байраки, по 50 человек личного состава, под командой бёлюк-баши (голова бёлюка).
В иррегулярном войске Русской армии набираемых из курдов наименование формирования вида сотня, которому выдавался сотенный значок.

... Точно также изъ достойныхъ людей назначаются на должности юзбаши, каймакама и миралая въ слѣдующемъ порядкѣ: въ каждый белюкъ одинъ юзбаши, а въ каждый алай одинъ миралай и одинъ каймакамъ. ...— Приложеніе № 32. Правила дли сформированія вспомогательной кавалеріи какъ изъ племенъ и аширетовъ, живущихъ круглый годъ въ палаткахъ (осѣдлыхъ), такъ и кочующихъ на яйлаки (лѣтнее кочевье) и кишлаки (зимовка). Курды въ войнахъ Россіи съ Персіей и Турціей въ теченіе XIX вѣка.

## Административная единица
Персидская провинция Хамадан состояла из 4 бёлюков (административных единиц) и 270 деревень. 

## Партия (группа) людей
В Российской империи, в конце XIX века, на Кавказе Белюк партия или группа жителей (людей): при переделах земли, раскладках податей, общественных работах домохозяева группируются в партии (группы). Каждая такая партия (группа) избирала своего представителя, старосту, называемого бёлюк-баши. В некоторых местах такие партии называются не бёлюк, а дах, оба, таснах и другие, и соответственно их старшины прозывались — дах-баши, оба-баши, таснапет. В селе Ингаре Шемахинского уезда, Бакинской губернии бёлюк-баши назывался дада.

## Имя
- Белюк[4] — половецкий хан бурчевичей, отец Гзака, одного из персонажей «Слова о полку Игореве».
- Бёлюк Герай — крымский царевич и калга, старший сын казанского хана Сафы Герая.